# Підривна діяльність
Підривна діяльність (ПД) — дії, спрямовані на незаконну зміну встановленого громадського порядку, державного устрою та / або існуючих структур влади і суспільства. Застосовуються як інструмент досягнення політичних цілей як засіб пов'язаний з меншим ризиком і витратами у порівнянні з відкритими військовими діями. Можуть виконуватися з використанням різних методів, таких як: пропаганда , провокації, фінансові махінації , насильство та ін.

## Історія
Походить від (лат. subvertere — повалення). Поняття присутне у всіх мовах латинського походження. Спочатку означало захоплення міста військовою силою. Починаючи з XV століття починає використовуватися в англійській мові для позначення захоплення цілої країни (володіння) . Пов'язане з поняттям «підбурювання до заколоту» (англ. sedition). У порівнянні з останнім, поняття підривної діяльності відноситься до більш прихованих та неявних методів руйнування основ того чи іншого суспільства, таким як підбурювання різних груп населення між собою.

## Відмінність від тероризму
На відміну від тероризму, застосування підривної діяльності вимагають великих ресурсів а також широких політичних зв'язків, тому терористичні організації зазвичай не займаються підривними діями . Проте дії терористів іноді можуть надавати підривний вплив на суспільство.

## В Україні
В Україні підривна діяльність карається відповідно до статті 111 Кримінального Кодексу України.